# 美國風情畫
《美国风情画》（英語：American Graffiti）是一部1973年美国成人喜剧电影，由乔治·卢卡斯执导，弗朗西斯·福特·科波拉出品，由威拉德·赫伊克、格洛丽亚·卡茨和卢卡斯编剧，理查德·德莱福斯、朗·霍华德（罗尼·霍华德）、保罗·勒主演。马特、哈里森·福特、查尔斯·马丁·史密斯、辛迪·威廉姆斯、坎迪·克拉克、麦肯齐·菲利普斯、博·霍普金斯和沃尔夫曼·杰克出演。苏珊·萨默斯、凯瑟琳·昆兰、黛布拉莉·斯科特和乔·斯帕诺等演员也出演了此电影。
影片以1962年加利福尼亚的莫德斯托为背景，研究了当时卢卡斯的年龄段的人们当中所流行的早期摇滚文化。该影片通过一系列的小插曲，讲述了一群青少年和他们在一个晚上的冒险故事。
当卢卡斯正在制作他的第一部电影《THX 1138》时，科波拉要求他写一部关于成长的电影的剧本。美国风情画的起源发生在 1960年代初加利福尼亚州的莫德斯托，即导演卢卡斯的青少年时期。他在向金融家和电影发行商宣传这一剧本时并未成功。在其他所有主要电影公司都拒绝了他的剧本之后，他在环球影业终于获得了青睐。
本片原定于加利福尼亚州的圣拉斐尔拍摄，然而市議會第二天取消了拍片許可。拍摄的地点最终被迫转移至佩塔卢马进行。
《美国风情画》于1973年8月2日在洛迦诺国际电影节首映，并于1973年8月11日在美国上映。这部电影获得了广泛的好评，并被提名奥斯卡最佳影片奖。 制作预算为777,000美元，它已成为有史以来最賺錢的电影之一。本片的票房和家庭錄像销售额估计已超过2億美元，還不包括商品權利金。1995年，美国国会图书馆认为这部电影具有“文化、历史或美学意义”，并选择将其保存在国家电影登记处。 该电影续集《美国风情画2》于 1979 年正式发行。